# Joan Walmsley
Pour les articles homonymes, voir Walmsley.
Joan Margaret Walmsley, baronne Walmsley (née le 12 avril 1943) est une femme politique libérale démocrate britannique. Elle est actuellement chef adjointe des libéraux démocrates à la Chambre des lords.

## Biographie
Elle fait ses études au lycée Notre Dame de Liverpool, avant de fréquenter Université de Liverpool où elle obtient un Baccalauréat universitaire en sciences en biologie en 1966, puis termine un PGCE à Manchester Polytechnic en 1979. Elle travaille comme cytologiste au Christie Hospital de Manchester de 1965 à 1967 et enseigne au Buxton College de 1979 à 1986. Elle se lance dans les relations publiques et travaille pour Hill &amp; Knowlton jusqu'en 1996, puis monte son propre cabinet de conseil en relations publiques qu'elle ferme en 2003.
Aux élections générales de 1992, elle se présente comme candidate libérale démocrate à Morley &amp; Leeds South et à Congleton aux élections générales de 1997, mais est battue à deux reprises.
Elle est créée pair à vie le 15 mai 2000 en prenant le titre de baronne Walmsley, de West Derby dans le comté de Merseyside, et siège avec les libéraux-démocrates. Elle est la porte-parole du parti à la Chambre des lords sur: l'éducation et les compétences (2001–2003); Affaires intérieures (2003-2004); et encore pour Education & compétences à partir de 2004. Membre du comité spécial de la science et de la technologie de 2000 à 2005, puis présidente du sous-comité de la science et de la technologie en 2002, qui produit le rapport sur la taxonomie intitulé «What on Earth? La menace pour la science qui sous-tend la conservation ".
Lady Walmsley est auparavant présidente de Women Liberal Democrats et de la Campagne pour l'équilibre entre les sexes, et est membre de la plupart des principaux comités du Parti. Elle est vice-présidente du groupe parlementaire multipartite pour les enfants.
Elle est active dans des œuvres caritatives liées aux enfants et à l'environnement. Ses principaux organismes de bienfaisance sont: Botanic Gardens Conservation International (président); UNICEF UK (membre du conseil); NSPCC (ambassadeur parlementaire); SKVC Children's Trust, une organisation caritative pour les enfants des rues en Inde (Patron).
Elle épouse John Richardson en 1966 (divorce en 1980). Elle a un fils, Adrian et une fille, Sarah. En 1986, elle épouse Christopher Walmsley (décédé en 1995). Elle est la belle-mère de son fils et de ses deux filles. En 2005, elle épouse Martin Thomas, un autre pair libéral démocrate, procureur général de l'ombre. Elle et son mari sont l'un des rares couples à détenir tous les deux des titres à part entière.